# Monaco GP
Monaco GP (モナコGP?) è un videogioco arcade di genere simulatore di guida prodotto da SEGA nel 1979. Venne convertito nel 1983 per SG-1000 e nel 1985 per Sega Master System.
Monaco GP è il primo titolo dell'omonima serie; il primo seguito, Super Monaco GP, uscì dieci anni dopo, nel 1989. Nel 2003 è stato realizzato un remake di Monaco GP per PlayStation 2.

## Modalità di gioco

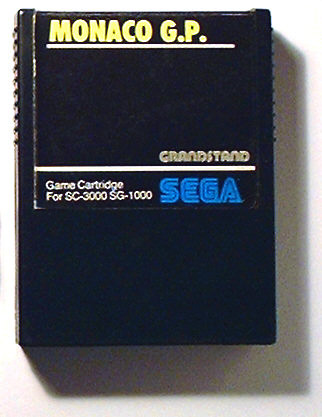
Cartuccia di Monaco GP per SG-1000

In Monaco GP si guida una monoposto attraverso cinque livelli di difficoltà crescente, in una corsa contro il tempo in cui è necessario evitare le altre autovetture presenti su strada.